# Cantón de Confolens-Norte
El cantón de Confolens-Norte era una división administrativa francesa, que estaba situada en el departamento de Charente y la región de Poitou-Charentes.

## Composición
El cantón estaba formado por siete comunas, más una fracción de la comuna que le daba su nombre:
- Ambernac
- Ansac-sur-Vienne
- Confolens (fracción)
- Épenède
- Hiesse
- Lessac
- Manot
- Pleuville

## Supresión del cantón de Confolens-Norte
En aplicación del Decreto nº 2014-195 de 20 de febrero de 2014, el cantón de Confolens-Norte fue suprimido el 22 de marzo de 2015 y sus 8 comunas pasaron a formar parte del nuevo cantón de Charente-Vienne.